# Berencsy Martin
Berencsy Martin (Budapest, 2001. május 21. –)  magyar énekes, színész.

## Élete
Pár évig a rögbiválogatott tagja volt, nyolc éven keresztül focizott, illetve teniszezett is. A gödöllői Török Ignác Gimnázium tanulója. Legelső bemutatója a Komáromban található Magyarock Dalszínházban volt. Játszott többek között a budapesti József Attila Színházban, valamint a székesfehérvári Vörösmarty Színházban is.

## Filmes szerepei
- Mintaapák - Kari - 2020
- Bátrak földje – Torzsa Gyula – 2020 [2]
- The Witcher (Vaják) – Korin – 2019 [3]